# Kościuszkowo
Kościuszkowo – wieś w Polsce położona w województwie wielkopolskim, w powiecie gostyńskim, w gminie Pępowo, położona o 1 km na zachód od Pępowa.
W latach 1975–1998 miejscowość położona była w województwie leszczyńskim.
Wieś początkowo należała do Chocieszewic, a później do Pępowa. Powstała w 1817 roku na terenach lasów pępowskich. Podczas uwłaszczenia wieś została zamieniona na folwark hodowlany, a mieszkańcy przenieśli się do Ludwinowa. Folwark, usytuowany we wschodniej części wsi, zbudowany został wokół prostokątnego podwórza. Składał się z budynku mieszkalnego, obory oraz stodoły, która spłonęła pod koniec lat 80.
Zobacz też: Kościuszków